# Governo Andreotti VI
Il Governo Andreotti VI è stato il quarantasettesimo esecutivo della Repubblica Italiana, il terzo della X legislatura.
Il governo rimase in carica dal 23 luglio 1989 al 13 aprile 1991, per un totale di 629 giorni, ovvero 1 anno, 8 mesi e 21 giorni.
Ottenne la fiducia al Senato della Repubblica il 27 luglio 1989 con 187 voti favorevoli, 117 contrari e un astenuto.
Ottenne la fiducia alla Camera dei deputati il 30 luglio 1989 con 371 voti favorevoli, 200 contrari e 3 astenuti.
Andreotti si dimise il 29 marzo 1991 in seguito alla richiesta della crisi spinta dal PSI e anche dal presidente Cossiga.

## Compagine di governo

### Sostegno parlamentare
| Camera dei deputati | Camera dei deputati | Seggi                   |
| ------------------- | --- | ----------------------- |
|                     | Democrazia Cristiana Partito Socialista Italiano Partito Repubblicano Italiano Partito Socialdemocratico Italiano Partito Liberale Italiano Südtiroler Volkspartei Union Valdôtaine Totale Maggioranza | 234 94 21 17 11 3 1 381 |
|                     | Partito Comunista Italiano Movimento Sociale Italiano Partito Radicale Liste Verdi Democrazia Proletaria Partito Sardo d'Azione Lega Lombarda Totale Opposizione                                       | 177 35 13 8 2 1 249     |
| Totale              | Totale | 630                     |

| Senato della Repubblica | Senato della Repubblica | Seggi                |
| ----------------------- | --- | -------------------- |
|                         | Democrazia Cristiana Partito Socialista Italiano Partito Repubblicano Italiano Partito Socialdemocratico Italiano Partito Liberale Italiano Südtiroler Volkspartei Union Valdôtaine Totale Maggioranza | 125 43 8 6 3 2 1 188 |
|                         | Partito Comunista Italiano Movimento Sociale Italiano Partito Radicale Liste Verdi Socialisti Indipendenti Democrazia Proletaria Partito Sardo d'Azione Lega Lombarda Totale Opposizione               | 101 16 3 2 1 127     |
| Totale                  | Totale | 315                  |

### Appartenenza politica
- Democrazia Cristiana (DC), Presidente del Consiglio, 14 ministri e 35 sottosegretari
- Partito Socialista Italiano (PSI), 8 ministri, 19 sottosegretari, Vicepresidente del Consiglio
- Partito Repubblicano Italiano (PRI), 3 ministri e 6 sottosegretari
- Partito Liberale Italiano (PLI), 2 ministri e 4 sottosegretari
- Partito Socialista Democratico Italiano (PSDI), 2 ministri e 4 sottosegretari
- Unità e Democrazia Socialista[9] (UDS), 1 ministro.

### Provenienza geografica
La provenienza geografica dei membri del governo si può così riassumere:
| Regione               | Presidente | Vicepresidente | Ministri | Sottosegretari | Totale |
| --------------------- | ---------- | -------------- | -------- | -------------- | ------ |
| Lazio                 | 1          | -              | 4        | 6              | 11     |
| Lombardia             | -          | 1              | 4        | 4              | 9      |
| Campania              | -          | -              | 10       | 11             | 21     |
| Sicilia               | -          | -              | 1        | 9              | 10     |
| Veneto                | -          | -              | 1        | 6              | 7      |
| Emilia-Romagna        | -          | -              | 1        | 5              | 6      |
| Abruzzo               | -          | -              | 2        | 3              | 5      |
| Puglia                | -          | -              | 2        | 3              | 5      |
| Calabria              | -          | -              | -        | 5              | 5      |
| Toscana               | -          | -              | -        | 5              | 5      |
| Piemonte              | -          | -              | 1        | 3              | 4      |
| Sardegna              | -          | -              | 1        | 1              | 2      |
| Friuli-Venezia Giulia | -          | -              | -        | 2              | 2      |
| Liguria               | -          | -              | -        | 2              | 2      |
| Basilicata            | -          | -              | -        | 1              | 1      |
| Marche                | -          | -              | -        | 1              | 1      |

## Composizione
| Carica                                    | Titolare                              | Titolare                                              | Titolare                                     | Sottosegretari |
| Presidenza del Consiglio dei ministri     | Presidenza del Consiglio dei ministri | Presidenza del Consiglio dei ministri                 | Presidenza del Consiglio dei ministri        | Sottosegretari di Stato alla Presidenza del Consiglio |
| ----------------------------------------- | ------------------------------------- | ----------------------------------------------------- | -------------------------------------------- | --- |
| Presidente del Consiglio dei ministri     |                                       |                                                       | Giulio Andreotti (DC)                        | - Nino Cristofori (DC) Segretario del Consiglio dei ministri - Filippo Fiorino (PSI) Con delega agli interventi nel Mezzogiorno - Giuseppe Galasso (PRI) Con delega agli interventi nel Mezzogiorno |
| Vicepresidente del Consiglio dei ministri |                                       |                                                       | Claudio Martelli (PSI)                       | - Nino Cristofori (DC) Segretario del Consiglio dei ministri - Filippo Fiorino (PSI) Con delega agli interventi nel Mezzogiorno - Giuseppe Galasso (PRI) Con delega agli interventi nel Mezzogiorno |
| Ministri senza portafoglio                |                                       |                                                       |                                              | |
| Affari regionali e problemi istituzionali |                                       |                                                       | Antonio Maccanico (PRI)                      | Antonio Maccanico (PRI) |
| Affari sociali                            |                                       |                                                       | Rosa Russo Iervolino (DC)                    | Rosa Russo Iervolino (DC) |
| Coordinamento delle politiche comunitarie |                                       |                                                       | Pier Luigi Romita (UDS/PSI)                  | Pier Luigi Romita (UDS/PSI) |
| Coordinamento della protezione civile     |                                       |                                                       | Vito Lattanzio (DC)                          | Vito Lattanzio (DC) |
| Funzione pubblica                         |                                       |                                                       | Remo Gaspari (DC)                            | Remo Gaspari (DC) |
| Interventi straordinari nel Mezzogiorno   |                                       |                                                       | Riccardo Misasi (DC) (fino al 26/07/1990)    | Riccardo Misasi (DC) (fino al 26/07/1990) |
| Interventi straordinari nel Mezzogiorno   |                                       | Giovanni Marongiu (DC) (dal 26/07/1990)               |                                              | |
| Problemi delle aree urbane                |                                       |                                                       | Carmelo Conte (PSI)                          | Carmelo Conte (PSI) |
| Rapporti col Parlamento                   |                                       |                                                       | Egidio Sterpa (PLI)                          | Egidio Sterpa (PLI) |
| Ministero                                 | Ministri                              | Ministri                                              | Ministri                                     | Sottosegretari di Stato |
| Affari esteri                             |                                       |                                                       | Gianni De Michelis (PSI)                     | - Susanna Agnelli (PRI) - Ivo Butini (DC) - Claudio Lenoci (PSI) - Claudio Vitalone (DC) |
| Interno                                   |                                       |                                                       | Antonio Gava (DC) (fino al 16/10/1990)       | - Saverio D'Aquino (PLI) - Franco Fausti (DC) - Gian Carlo Ruffino (DC) - Valdo Spini (PSI) |
| Interno                                   |                                       | Vincenzo Scotti (DC) (dal 16/10/1990)                 |                                              | - Saverio D'Aquino (PLI) - Franco Fausti (DC) - Gian Carlo Ruffino (DC) - Valdo Spini (PSI) |
| Grazia e giustizia                        |                                       |                                                       | Giuliano Vassalli (PSI) (fino al 02/02/1991) | - Franco Castiglione (PSI) - Giovanni Silvestro Coco (DC) - Vincenzo Sorice (DC) |
| Grazia e giustizia                        |                                       | Claudio Martelli (PSI) ad interim (dal 02/02/1991)    |                                              | - Franco Castiglione (PSI) - Giovanni Silvestro Coco (DC) - Vincenzo Sorice (DC) |
| Bilancio e programmazione economica       |                                       |                                                       | Paolo Cirino Pomicino (DC)                   | - Marte Ferrari (PSI) - Angelo Picano (DC) |
| Finanze                                   |                                       |                                                       | Rino Formica (PSI)                           | - Stefano De Luca (PLI) - Dino Madaudo (PSDI) - Carlo Merolli (DC) - Carlo Senaldi (DC) - Domenico Susi (PSI)                                                                                       |
| Tesoro                                    |                                       |                                                       | Guido Carli (DC)                             | - Mauro Bubbico (DC) - Luigi Foti (DC) - Angelo Pavan (DC) - Emilio Rubbi (DC) - Maurizio Sacconi (PSI)                                                                                             |
| Difesa                                    |                                       |                                                       | Mino Martinazzoli (DC) (fino al 27/07/1990)  | - Stelio De Carolis (PRI) - Giuseppe Fassino (PLI) - Clemente Mastella (DC) - Delio Meoli (PSI) |
| Difesa                                    |                                       | Virginio Rognoni (DC) (dal 27/07/1990)                |                                              | - Stelio De Carolis (PRI) - Giuseppe Fassino (PLI) - Clemente Mastella (DC) - Delio Meoli (PSI) |
| Pubblica istruzione                       |                                       |                                                       | Sergio Mattarella (DC) (fino al 27/07/1990)  | - Beniamino Brocca (DC) - Saverio D'Amelio (DC) - Laura Fincato (PSI) - Savino Melillo (PLI) |
| Pubblica istruzione                       |                                       | Gerardo Bianco (DC) (dal 27/07/1990)                  |                                              | - Beniamino Brocca (DC) - Saverio D'Amelio (DC) - Laura Fincato (PSI) - Savino Melillo (PLI) |
| Lavori pubblici                           |                                       |                                                       | Giovanni Prandini (DC)                       | - Francesco Curci (PSI) - Francesco Nucara (PRI) - Ettore Paganelli (DC) |
| Agricoltura e foreste                     |                                       |                                                       | Calogero Mannino (DC) (fino al 27/07/1990)   | - Francesco Cimino (PSI) - Alessandro Ghinami (PSDI) - Romeo Ricciuti (DC) |
| Agricoltura e foreste                     |                                       | Vito Saccomandi (DC) (dal 27/07/1990)                 |                                              | - Francesco Cimino (PSI) - Alessandro Ghinami (PSDI) - Romeo Ricciuti (DC) |
| Trasporti                                 |                                       |                                                       | Carlo Bernini (DC)                           | - Gualtiero Nepi (DC) - Giuseppe Lelio Petronio (PSI) - Giuseppe Santonastaso (DC) |
| Poste e telecomunicazioni                 |                                       |                                                       | Oscar Mammì (PRI)                            | - Giuseppe Astone (DC) - Raffaele Russo (DC) - Francesco Tempestini (PSI) |
| Industria, commercio e artigianato        |                                       |                                                       | Adolfo Battaglia (PRI)                       | - Paolo Babbini (PSI) - Franco Bonferroni (DC) - Guglielmo Castagnetti (PRI) - Giuseppe Fornasari (DC)                                                                                              |
| Sanità                                    |                                       |                                                       | Francesco De Lorenzo (PLI)                   | - Mariapia Garavaglia (DC) - Elena Marinucci (PSI) - Paolo Bruno (DC) |
| Commercio con l'estero                    |                                       |                                                       | Renato Ruggiero (PSI)                        | - Paolo Del Mese (DC) - Alberto Rossi (DC) |
| Marina mercantile                         |                                       |                                                       | Carlo Vizzini (PSDI)                         | - Giuseppe Demitry (PSI) - Giovanni Mongiello (DC) |
| Partecipazioni statali                    |                                       |                                                       | Carlo Fracanzani (DC) (fino al 27/07/1990)   | - Sebastiano Montali (PSI) |
| Partecipazioni statali                    |                                       | Franco Piga (DC) (dal 27/07/1990 al 26/12/1990)       |                                              | - Sebastiano Montali (PSI) |
| Partecipazioni statali                    |                                       | Giulio Andreotti (DC) ad interim (dal 26/12/1990)     |                                              | - Sebastiano Montali (PSI) |
| Lavoro e previdenza sociale               |                                       |                                                       | Carlo Donat-Cattin (DC) (fino al 18/03/1991) | - Gianpaolo Bissi (PSDI) - Graziano Ciocia (PSI) - Ugo Grippo (DC) |
| Lavoro e previdenza sociale               |                                       | Rosa Russo Iervolino (DC) ad interim (dal 18/03/1991) |                                              | - Gianpaolo Bissi (PSDI) - Graziano Ciocia (PSI) - Ugo Grippo (DC) |
| Beni culturali e ambientali               |                                       |                                                       | Ferdinando Facchiano (PSDI)                  | - Gianfranco Astori (DC) - Luigi Covatta (PSI) |
| Turismo e spettacolo                      |                                       |                                                       | Franco Carraro (PSI) (fino al 06/02/1990)    | - Antonio Muratore (PSI) - Luciano Rebulla (DC) |
| Turismo e spettacolo                      |                                       | Carlo Tognoli (PSI) (dal 06/02/1990)                  |                                              | - Antonio Muratore (PSI) - Luciano Rebulla (DC) |
| Ambiente                                  |                                       |                                                       | Giorgio Ruffolo (PSI)                        | - Piero Angelini (DC) |
| Università e ricerca scientifica          |                                       |                                                       | Antonio Ruberti (PSI)                        | - Learco Saporito (DC) - Giuliano Zoso (DC) |